# سيارة رياضية

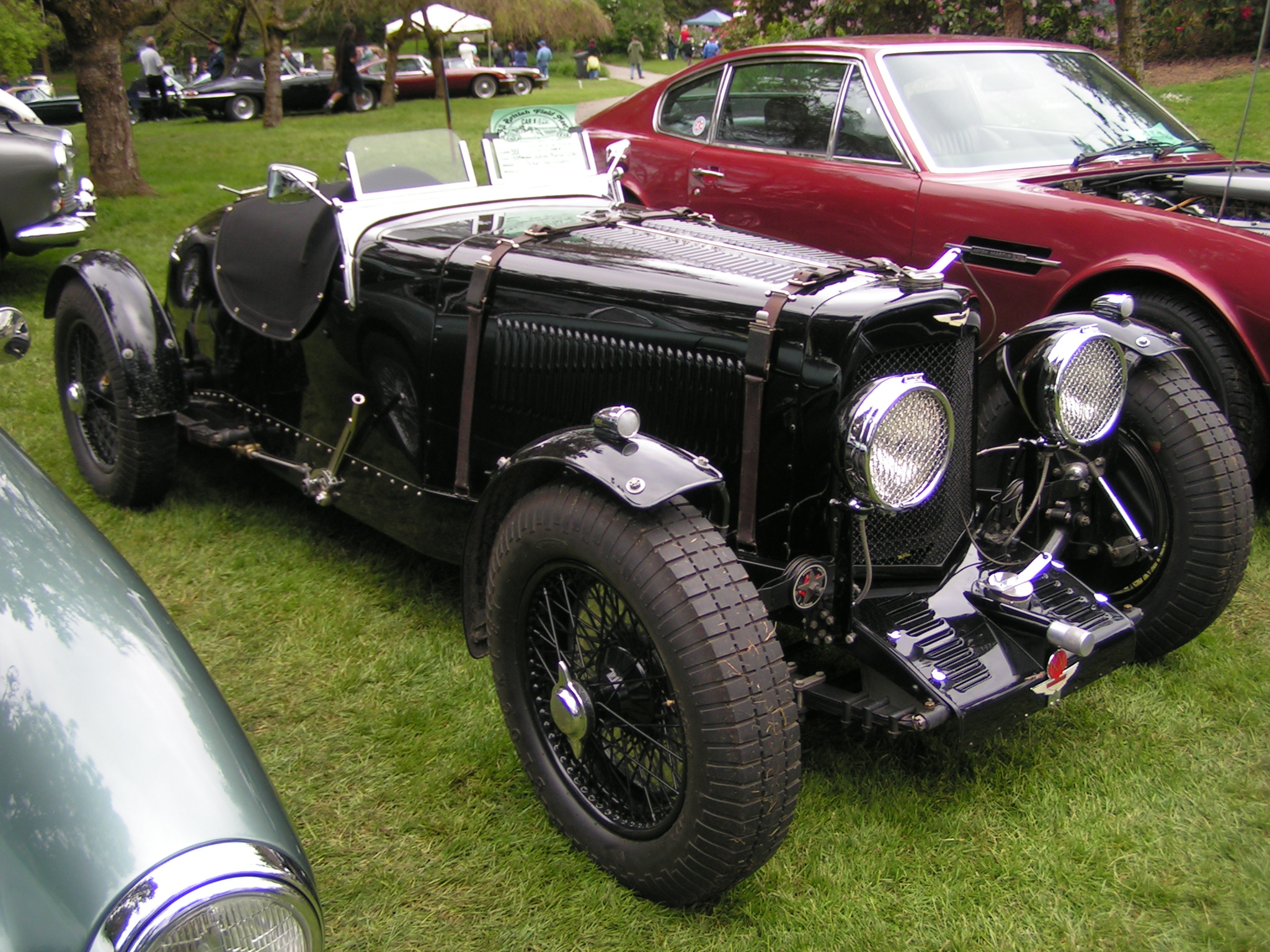
1934 آستون مارتن اولستر

يطلق مصطلح سيارة رياضية عادة على سيارة ذات مقعدين مصممة للقيادة عالية السرعة والقدرة على المناورة. وتنقسم السيارات الرياضية بين أن تكون بسيطة وبين أن تكون فاخرة، لكن في كلتا الفئتين فإن الأهم هو أن تحقق التحكم الجيد أثناء القيادة والأداء العالي لاسيما على السرعات العالية.

## التاريخ
ترجع أصول السيارات الرياضية تاريخيا إلى أوائل السيارات الرياضية في مطلع القرن العشرين. هذه السيارات كانت تشترك في سباقات الرالي الأولى مثل رالي مونت كارلو.
تعتبر أولى السيارات الرياضية سيارة فوكسهول 3 لتر المصنوعة عام 1910 ذات قوة 20 حصان (15 كيلو واط) وسيارة استرو - دايملر 27/80PS التي صممها فرديناند بورشه. ولحقت بهم بعد مدة قصيرة سيارات دي أف بي (اختصارا لشركة دوريوت، فلانديت & بارانت والتي أصبحت سيارات رياضية بعد تعديلها عن طريق كلا من اتش ام ودابليو. أو. بنتلى هذا بالإضافة إلى السيارة رولز رويس سيلفر جوست أو الشبح الفضي.
أما في الولايات المتحدة حيث كانت السيارات الرياضية يطلق عليها أسماء مختلفة مثل رودستر وسبيدستر، كانت هناك ماركات ابيرسون، كيسيل، ماريون، ميدلاند، ناشيونال، اوفر لاند، ستودارد-دايتون وتوماس ضمن السيارات الصغيرة (والتي تسمى سيارات رياضية في يومنا هذا)، بينما ماركات شادويك، ميرسير، ستاتز وسيمبليكس (التي تسمى في الوقت الحاضر سيارات سيدان رياضية).
في عام 1921، أنتجت شركة بالوت سيارتها 2 ال اس، التي كانت مزودة بمحرك قوة 75 حصان (56 ك.واط) طراز DOHC سعته 2 لتر، صممها ارنست هنرى، قادرة على الوصول إلى سرعة قصوى قدرها 150 كم\الساعة (90 ميل) وقد صنع منها 100 سيارة خلال أربع سنوات. جاء بعدها موديل 2 ال تى وموديل 2 ال تى اس المزودان بمحرك SOHC الجديد انذاك. وفي نفس العام صنعت شركة بنز السيارة 28/95PS من أجل منافسات كأس فلوريو.
في عام 1924، صنعت شركة سيمسون السيارة سوبرا تايب اس ذات محرك من طراز DOHC قوة 60 حصان سعته 2 لتر مع قاعدة عجلات طويلة، هذه السيارة كانت في نسختين إحداهما سيدان تصل إلى سرعة قصوى قدرها 120 كم \ الساعة والأخرى سيارة رياضية تصل إلى سرعة قصوى قدرها 115 كم\الساعة مع تزويد محرك الأخيرة بزوج من الكاربيراتيرات وقد تم بيع 30 سيارة فقط منها مقابل 300 سيارة من التي كان محركها من طراز SOHC و750 سيارة من طراز سوبرا تايب ار. بحلول عام 1925، أصبح هناك اختناق واضح في تاريخ صناعة السيارات الرياضية، فقد أصبحت السيارت ذات المقاعد الأربعة مربحة أكثر وظهر صناع سيارات متخصصين في صناعة سيارات رياضية مثل الفيس، استون مارتن وفرازر ناش، مع ميزانيات قليلة ومبيعات محدودة، فقد تم بناء 350 سيارة استون مارتن و 323 سيارة فرازر ناش في الفترة بين عام 1921 وحتى 1939.
بنهاية عقد العشرينيات، قدمت شركة ايه سى السيارة نازارو بمحرك سعة 3.5 لتر من طراز OHC فقط حتى عام 1922 بينما قدمت شركة بنز سيارتيها القويتان اس اس واس اس كيه، في حين صنعت الفا روميو السيارة 6 سى، والتي صممها فيتوريو جانو.

## وضعية المحرك ونظام الدفع

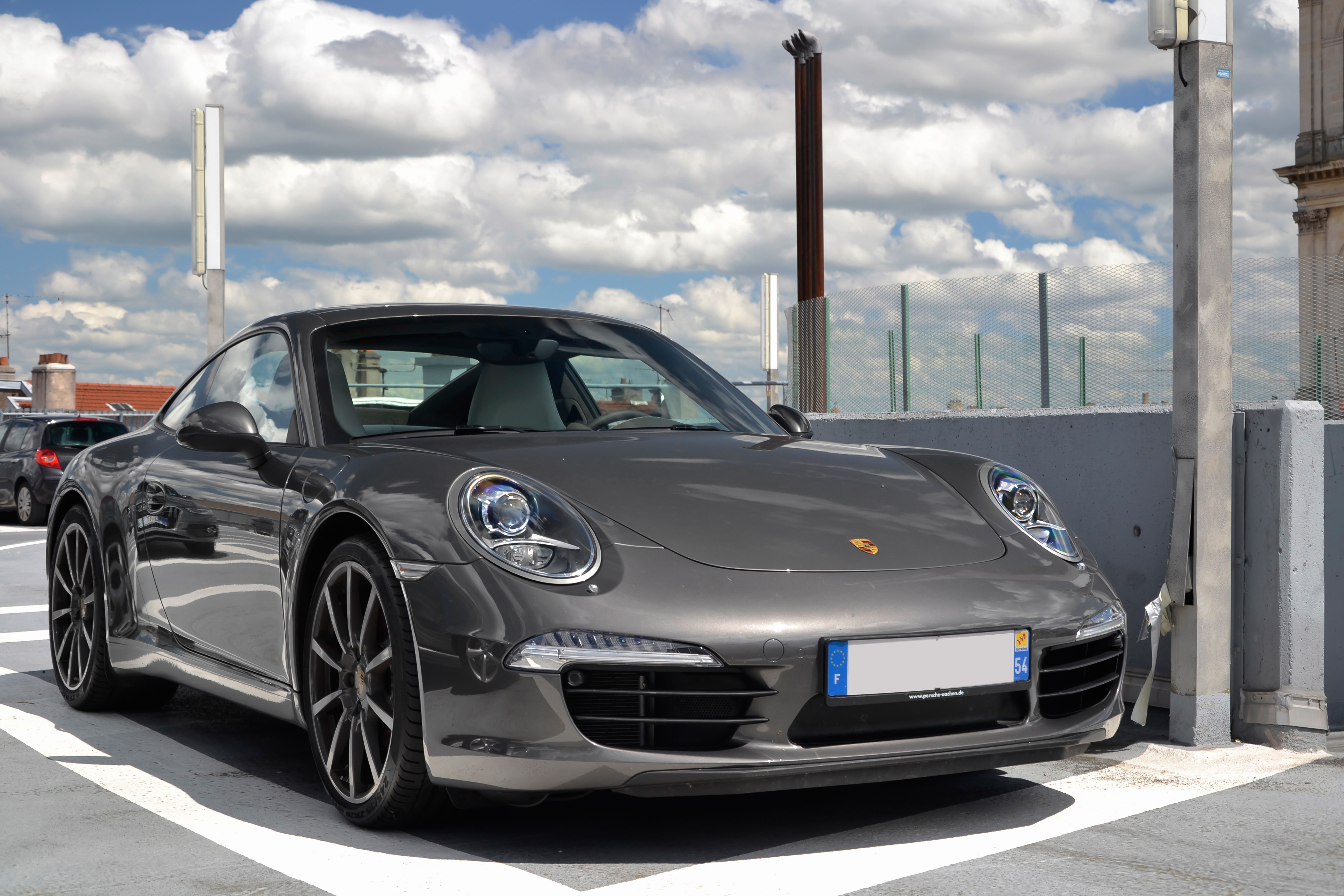
بورش 911 كاريرا إس

تؤثر وضعية المحرك ونظام الدفع على خصائص التحكم في أي سيارة، وحيث أن الأداء هو كل شيء في السيارات الرياضية، فإن كلا منهما يعتبران من أهم مكونات السيارات الرياضية إن لم يكونا الأهم. وهناك عدة أنواع لأنظمة الدفع ووضعيات المحركات، مثل وضعية محرك أمامي - دفع خلفي وهذا النوع شائع بين السيارات الرياضية وقد استمر وجوده في صناعة السيارات الرياضية أكثر منه في السيارات العادية. الأمثلة تتضمن السيارات كاترهام 7، مازدا ام اكس -5 وشيفروليه كورفيت. وعلى نحو أكثر تحديدا فإن كثيرا من هذه السيارات الرياضية تحتوى على نظام دفع خلفي مع وضعية محرك أمامي وسطي.
و في سبيل البحث عن تحسين وتطوير توزيع الوزن والتحكم، تستخدم وضعيات أخرى في بعض الأحيان، مثل وضعية محرك خلفى وسطى - دفع خلفى التي تستخدم فقط في السيارات الرياضية التي يكون المحرك موضوع في وسط الشاسيه وللخلف من مكان السائق، ويمد فقط العجلات الخلفية بالقوة. ويفضل بعض صناع سيارات الأداء العالى مثل فيراري ولامبورغيني هذه الوضعية.
أما عن وضعية محرك خلفي - دفع خلفي فإنها إحدى الوضعيات التي تستخدمها القليل من الشركات في وقتنا الحاضر مثل شركة بورش الألمانية. وتتجسد هذه الوضعية في السيارة بورشه 911 الشهيرة، ففى هذه السيارة يمنح وزن المحرك الموزع على العجلات تحكم ممتاز في السحب لكن كتلة المحرك الملحوظة خلف العجلات الخلفية تجعل السيارة أكثر عرضة للانحراف عن الطريق في بعض المواقف. ولهذا قامت شركة بورشه بصفة مستمرة بتطوير التصميم وفي السنوات الحالية أضافت أنظمة اليكترونية لتحسين القيادة مثل نظام التحكم في الثبات لمعالجة أوجه القصور هذه في التصميم.
هناك بعض السيارات الرياضية التي استخدمت وضعية محرك أمامي - دفع أمامي مثل فيات باركيتا، ساب سونيت وسيارات بيركيلى. هذه الوضعية نافعة بالنسبة للسيارات الرياضية صغيرة الحجم، خفيفة الوزن وذات قوة منخفضة، حيث أنها تتفادى الوزن الزائد، ازدياد فقدان نقل القوة ومشكلات اعمدة الإدارة الطويلة والمحركات الطولية في السيارات ذات وضعية محرك أمامي - دفع خلفي. هذه الوضعية شائعة بين السيارات الرياضية المدمجة والهاتشباك، والسيارات بصفة عامة عدا السيارات الرياضية.
قبل فترة الثمانينيات من القرن العشرين، استخدم القليل من السيارات الرياضية نظام الدفع الرباعي والذي أضاف الكثير من الوزن بطبيعة الحال. بالرغم من أنها ليست سيارة رياضية، فإن السيارة اودى كواترو اثبتت اهمية نظام الدفع الرباعى في الراليات. ومع تحسين السحب ولا سيما في الظروف الجوية السيئة، فان نظام الدفع الرباعي لم يعد شائعا في السيارات الرياضية ذات القوة العالية مثل بورش، لامبورغيني وبوجاتي فايرون.

## وضعية الجلوس والمقاعد
يوجد في بعض السيارات الرياضية مقاعد خلفية تصلح فقط للامتعة أو أطفال صغار، وهذا التكوين يشار اليه بمصطلح 2+2 أو مقعدين أساسيين + مقعدين اضافيين.
عبر السنوات، سعى بعض صناع السيارات الرياضية إلى زيادة مستوى العملانية عن طريق زيادة مساحة الجلوس، من خلال أسلوب واحد وهو وضع مقعد السائق في وسط السيارة، والتي سمحت بوضع اثنين من مقاعد الركاب كاملة الحجم على كل جانب وخلف السائق قليلا. هذه الترتيب كان قد اعتمد أساسا للسيارة لامبورجينى ميورا، الا انه تم التخلى عنه بسبب صعوبة دخول وخروج السائق من وإلى السيارة، إلا أن شركة مكلارين الإنجليزية استخدمت هذا التصميم في سيارتها اف 1.
هناك صانع سيارات إنجليزي آخر، تي في آر، اتخذ مسار مختلف وذلك في سيارتها سيربيرا. حيث تم تصميم الكابينة بطريقة جعلت لوحة العدادات توضع ناحية مقدمة السيارة مما مكن الراكب من الجلوس للامام أكثر من السائق. اعطى هذا الترتيب مساحة أكبر لراكب المقعد الخلفى وجعل الترتيب مناسب لثلاثة ركاب بالغين وطفل صغير يجلس خلف السائق، وتشير الشركة إلى هذه الوضعية بمصطلح 1+3.

## اقرأ أيضا
- سيارة ديلورين
- عودة إلى المستقبل (فيلم)

http://www.merriam-webster.com/dictionary/sports+car.html
http://www.caranddriver.com/bestcars/8924/10best-cars-best-luxury-sports-car.html
http://www.autozine.org/911/911_5.html